# Gabriel Sala
Gabriel Sala (* 21. Juli 1942 in Buenos Aires) ist ein Tänzer und Choreograph.

## Werdegang
Gabriel Sala wurde in Buenos Aires als Sohn spanischer Eltern geboren. Schon als Abiturient nahm er Schauspielunterricht und kam mit 19 Jahren erstmals nach Europa. In seine Heimatstadt zurückgekehrt, studierte er modernen und klassischen Tanz bei Renate Schottelius, Eugenia Feodorova und Lennie Dale. Gabriel Sala sammelte im Anschluss in Rio de Janeiro und in Buenos Aires praktische Erfahrungen durch Auftritte in Shows, Musicals und Kammerballetten.

## Engagements in Europa
1967 erhielt Sala sein erstes Engagement in Europa (Wien), dann ging er als Solotänzer nach Freiburg, Saarbrücken, Wiesbaden und Wuppertal, wo er an der Gründung des Wuppertaler Tanztheaters unter Pina Bausch beteiligt war. Von Wuppertal kam Sala zurück nach Wiesbaden und interpretierte unter Imre Keres, Roberto Trinchero und Pierre Wyss folgende Solorollen: „Mandarin“ (Der wunderbare Mandarin), „Peer Gynt“, „Fee Carabosse“ (Dornröschen), „Müller“ (Der Dreispitz), „Stiefschwester“ (Cinderella), „Orion“ (Sylvia), „Dichter“ (Alice im Wunderland), „Das Böse“ (Eine Faust-Symphonie), „Holzprinz“ (Der holzgeschnitzte Prinz), „Tybalt“ (Romeo und Julia), „Mäusekönig“ (Der Nußknacker), „Produzent“ (Petruschka/Feuervogel), „Don Quixote“, „Gershwin“ (Rhapsody in Blue), „Dr. Schön“ (Lulu-Szenen), „Laios“ (Oedipus, der Mensch).
In den Spielzeiten 1986/87 und 1987/88 war er Ballettdirektor und Chefchoreograph des Hessischen Staatstheaters Wiesbaden.

## Auszeichnungen
Für das 1983 von ihm geschaffene Ballett „Tango“, das außer in Wiesbaden auch in Augsburg, Schwerin und Gießen zu sehen war, erhielt er 1984 den „Fürst von Thurn und Taxis Förderpreis“.

## Tätigkeit als Tanzpädagoge
Seit 1970 ist Gabriel Sala auch als Tanzpädagoge im klassischen und modernen Tanz, Flamenco und Tango Argentino tätig.